# Nikolai Fjodorowitsch Aksjonow
Nikolai Fjodorowitsch Aksjonow (russisch Николай Фёдорович Аксёнов; * 2. Juni 1928 in Buranowo, Rajon Ust-Kalmanka, Region Altai; † 29. Januar 1985 in Soloneschnoje, Region Altai) war ein sowjetischer Politiker der Kommunistischen Partei der Sowjetunion (KPdSU), der unter anderem zwischen 1976 und seinem Tode 1985 Erster Sekretär des Parteikomitees der Region Altai war.

## Leben
Nikolai Fjodorowitsch Aksjonow, der aus einer Bauernfamilie stammte, absolvierte nach dem Schulbesuch ein Studium an der Staatlichen Agraruniversität Altai und begann nach deren Abschluss 1953 zunächst eine Tätigkeit in der Wirtschaft. Er wurde 1954 Mitglied der Kommunistischen Partei der Sowjetunion (KPdSU) und nahm 1955 seine Tätigkeit als Parteifunktionär auf. Nachdem er zwischen 1961 und 1968 Sekretär des Parteikomitees war, fungierte er von 1968 bis 1973 als Zweiter Sekretär des Parteikomitees der Region Altai. Im Juni 1973 löste er Iwan Iljitsch Moltschaninow als Vorsitzender des Exekutivkomitees des Sowjets der Region Altai ab und behielt dieses Amt bis zu seiner Ablösung durch Wladimir Nikolajewitsch Rajewski im März 1976. Zugleich wurde er 1974 erstmals Deputierter des Obersten Sowjets der UdSSR und gehörte dort in der neunten Legislaturperiode bis 1979 zunächst dem Nationalitätensowjet sowie in der zehnten und elften Legislaturperiode zwischen 1979 und seinem Tode 1985 dem Unionssowjet als Mitglied an.
Nach dem Tode von Alexander Wassiljewitsch Georgijew am 9. April 1976 wurde Aksjonow am 23. April 1976 dessen Nachfolger als Erster Sekretär des Parteikomitees der Region Altai und bekleidete diese Funktion bis zu seinem Tode am 29. Januar 1985, woraufhin Filipp Wassiljewitsch Popow sein Nachfolger wurde. Zudem wurde er auf dem XXVI. Parteitag der KPdSU (23. Februar bis 3. März 1981) auch zum Mitglied des Zentralkomitees der KPdSU gewählt und gehörte diesem Parteigremium ebenfalls bis zu seinem Tode am 29. Januar 1985 an. Für seine Verdienste in der Sowjetunion wurde er mehrmals ausgezeichnet und erhielt unter anderem den Leninorden, den Orden der Oktoberrevolution, zwei Mal den Orden des Roten Banners der Arbeit sowie das Ehrenzeichen der Sowjetunion.